# Diclidurus ingens
Diclidurus ingens (Hernandez-Camacho, 1955) è un pipistrello della famiglia degli Emballonuridi diffuso nell'America meridionale.

## Descrizione

### Dimensioni
Pipistrello di medie dimensioni, con la lunghezza della testa e del corpo tra 76,8 e 80,6 mm, la lunghezza dell'avambraccio tra 70,3 e 71,4 mm, la lunghezza della coda di 25,2 mm, la lunghezza del piede di 11,9 mm, la lunghezza delle orecchie di 20,6 mm e un peso fino a 16,5 g.

### Aspetto
La pelliccia è lunga e setosa. Il colore generale del corpo è bianco con la base dei peli ventrali grigia o nerastra. Il muso è corto ed appuntito, gli occhi sono relativamente grandi. Le orecchie sono corte, triangolari con l'estremità appuntita e rosate. Il trago è corto, largo con l'estremità arrotondata. Le membrane alari sono rosate e semi-trasparenti. Il pollice è molto corto e completamente incluso nella membrana. La coda è corta e perfora a circa metà della sua lunghezza la superficie dorsale dell'uropatagio, in prossimità di una sacca ghiandolare e di due escrescenze nerastre. Il calcar è ben sviluppato.

## Biologia

### Comportamento
Si rifugia probabilmente all'interno di costruzioni o tra le fronde delle palme.

### Alimentazione
Si nutre di insetti catturati su spazi aperti, specchi d'acqua, sopra la volta forestale ed intorno alle luci cittadine.

## Distribuzione e habitat
Questa specie è diffusa in Colombia orientale, Venezuela meridionale, Guyana occidentale, Perù settentrionale e nello stato brasiliano di Pará.
Vive nelle foreste sempreverdi fino a 200 metri di altitudine.

## Conservazione
La IUCN Red List, considerata la mancanza di sufficienti informazioni circa la distribuzione, lo stato della popolazione e le eventuali minacce, classifica D.ingens come specie con dati insufficienti (DD).